# Севар
Севар (болг. Севар) — останній хан Болгарії з династії Дуло від 738 до 753 року.
Відомості про хана Севера містяться лише в «Іменнику булгарських ханів». Відомо лише, що він був останнім представником династії Дуло, що правила болгарами. Невідомо також про його зовнішню політику з Візантією. Тривалий час історики навіть вказували його, а не Кормесія, наступником Тервела і додавали роки правління Кормесія до правління Севара.
Існує дві гіпотези щодо кінця правління династії Дуло. За першою з них хан Севар не залишив нащадків. За іншою — був здійснений військовий переворот.